# Ермерсгаузен
Ермерсгаузен (нім. Ermershausen) — громада в Німеччині, розташована в землі Баварія. Підпорядковується адміністративному округу Нижня Франконія. Входить до складу району Гасберге. Складова частина об'єднання громад Гофгайм-ін-Унтерфранкен.
Площа — 9,21 км2. Населення становить 551 ос. (станом на 31 грудня 2020).

## Галерея

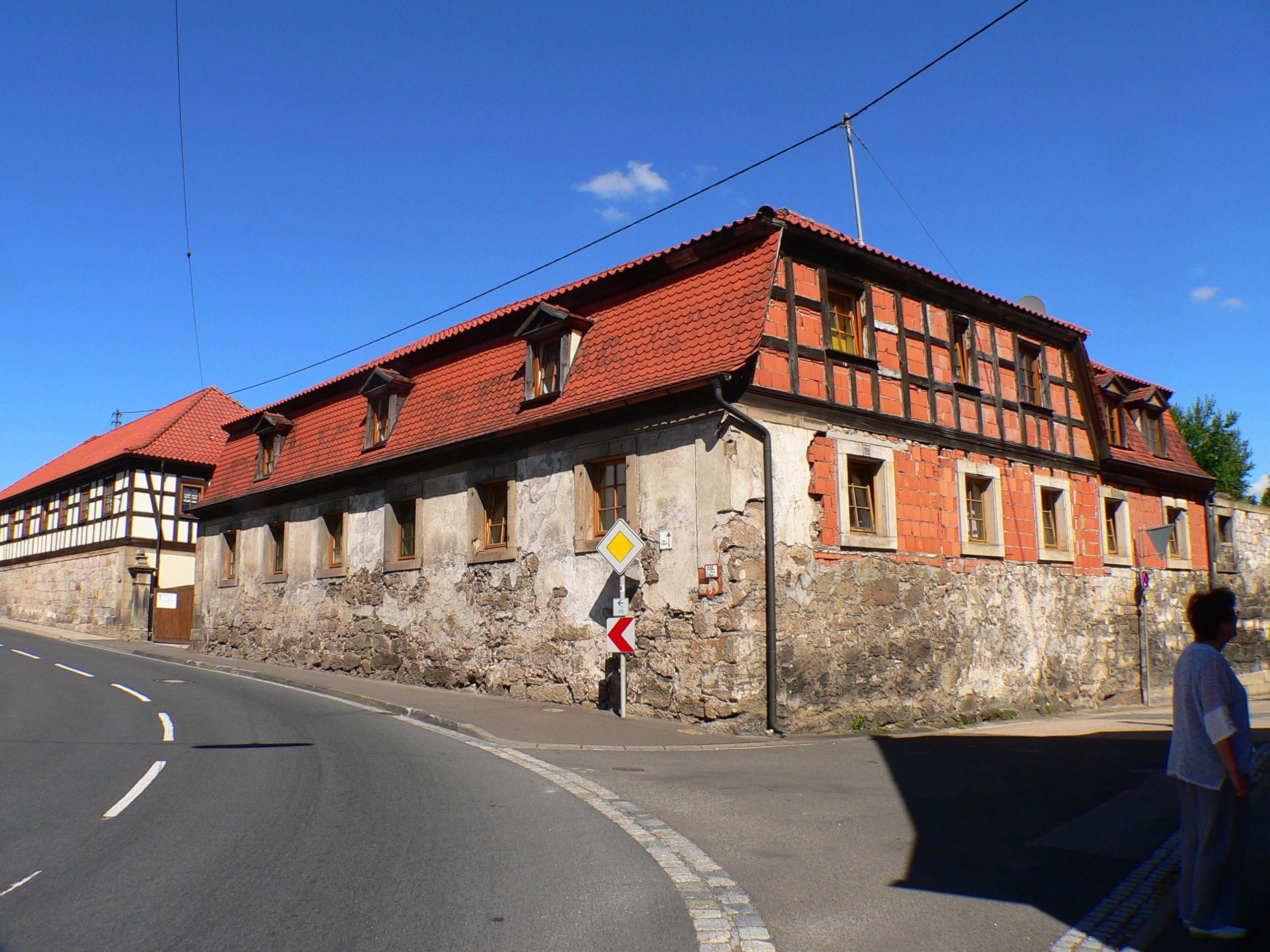
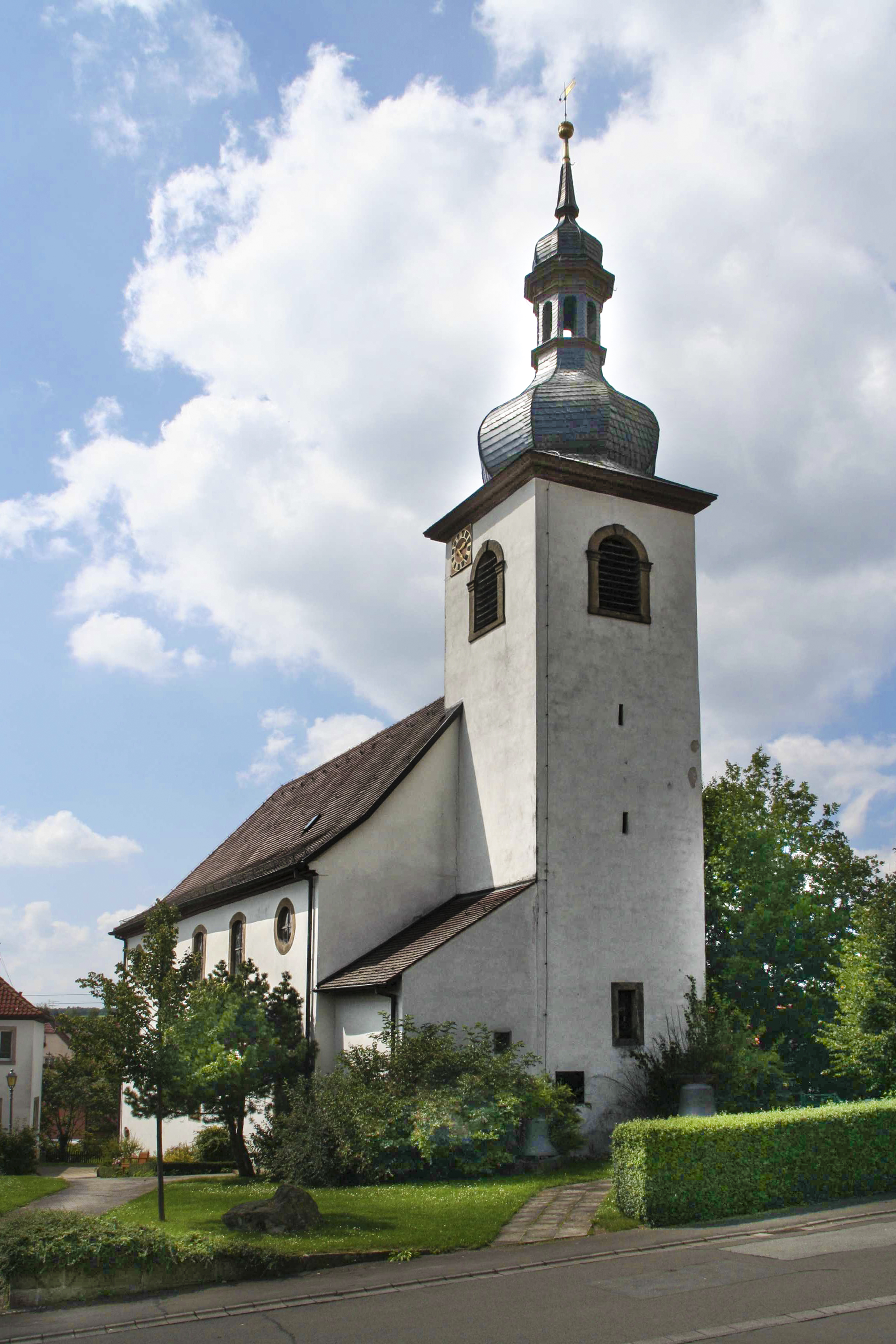

## Відомі особистості
В поселенні народився:
- Нарцисс Ах (1871-1946) — німецький психолог.